# Algol (film)
Algol (1920) (germană Algol. Tragödie der Macht) este un film științifico-fantastic german despre un extraterestru de pe planeta Algol.

## Producție
Filmul a fost regizat de Hans Werckmeister, în film au interpretat actorii Emil Jannings și John Gottowt. Algol prezintă povestea unui om care primește o mașină de la un extraterestru pe care o folosește ca să conducă lumea. Decorurile filmului au fost realizate de Walter Reimann, unul dintre designerii care realizat decorurile din filmul Cabinetul doctorului Caligari (apărut în februarie 1920).
Mulți ani s-a considerat că acesta este un film pierdut, totuși o versiune completă a fost descoperită.

## Distribuția
- Emil Jannings este Robert Herne, personajul principal al filmului. Filmul preizntă viața sa de la om normal la cea de dictator corupt de-a lungul a 20 de ani.
- John Gottowt este Algol:un extraterestru despre o presupusă planetă care se rotește în jurul stelei Algol. Motivul pentru care el oferă o tehnologie avansată unei rase umane inferioară lui nu este explicat clar în film.
- Hans Adalbert Schlettow este Peter Hell
- Hanna Ralph este Maria Obal
- Erna Morena este Yella Ward.
- Ernst Hofmann este Reginald Herne: fiul lui Robert Herne
- Gertrude Welcker este Leonore Nissen.
- Käthe Haack este Magda Herne: fiica lui Robert Herne
- Sebastian Droste este o dansatoare